# Апостолически администратор
Апостолически администратор в Католическата Църква е прелат, преконизиран от папата (затова се нарича „апостолически“), за да служи като ординарий на апостолическа администратура. Апостолическата администратура е постоянна част от Божията Църква, която заради специални и особено важни причини, не е основана от папата като епархия, а пастирската грижа за нея е дадена на апстолически администратор, който да я ръководи в името на папата.
Апостолически администратор може да бъде даден също и на епархия, когато тя е със sede vacante (апостолически администратор sede vacante) или в редките случаи, когато епископът ординарий на епархията е изпратен в изгнание или е хвърлен в затвор (апостолически администратор seda plena).

## Характеристики
- Апостолическите администратори на постоянните администратури са приравнени в църковното право до епархийните епископи, което означава, че имат същата власт в своите територии. Апостолическите администратори, ако са епископи, носят титлата на несъществуваща епархия.

- Апостолическите администратори sede vacante или sede plena изпълняват своите функции докато новоизбраният епархиен епископ официално не приеме властта в епархията. Те са назначени като такива пряко от Светия престол. Нямат пълна власт над епархията и като например не могат да продават имуществото на тях поверено. Най-често такива функции изпълняват помощник епископът, генералният викарии на епархията или някой от ординариите на съседните епархии.

- Когато един епархиен епископ е преместен в друга епархия, от момента на обявяването на преконизацията, когато официално приема властта в другата епархия, той става администратор първата епархия. Тя става вакантна от момента, когато епископът официално приема властта в другата епархия.

Най-често временните администратори не са „апостолически“, а епархийни, т.е. не се номинират от папата, а се избират от съответния съвет на свещениците в дадената епархия, въпреки че папата си запазва правото да номинира свой администратор.